# كامبل إيبن بومونت
كامبل إيبن بومونت (بالإنجليزية: Campbell Eben Beaumont) هو محامي وقاضي أمريكي، ولد في 27 أغسطس 1883، وتوفي في 19 نوفمبر 1954.